# رواية قصيرة

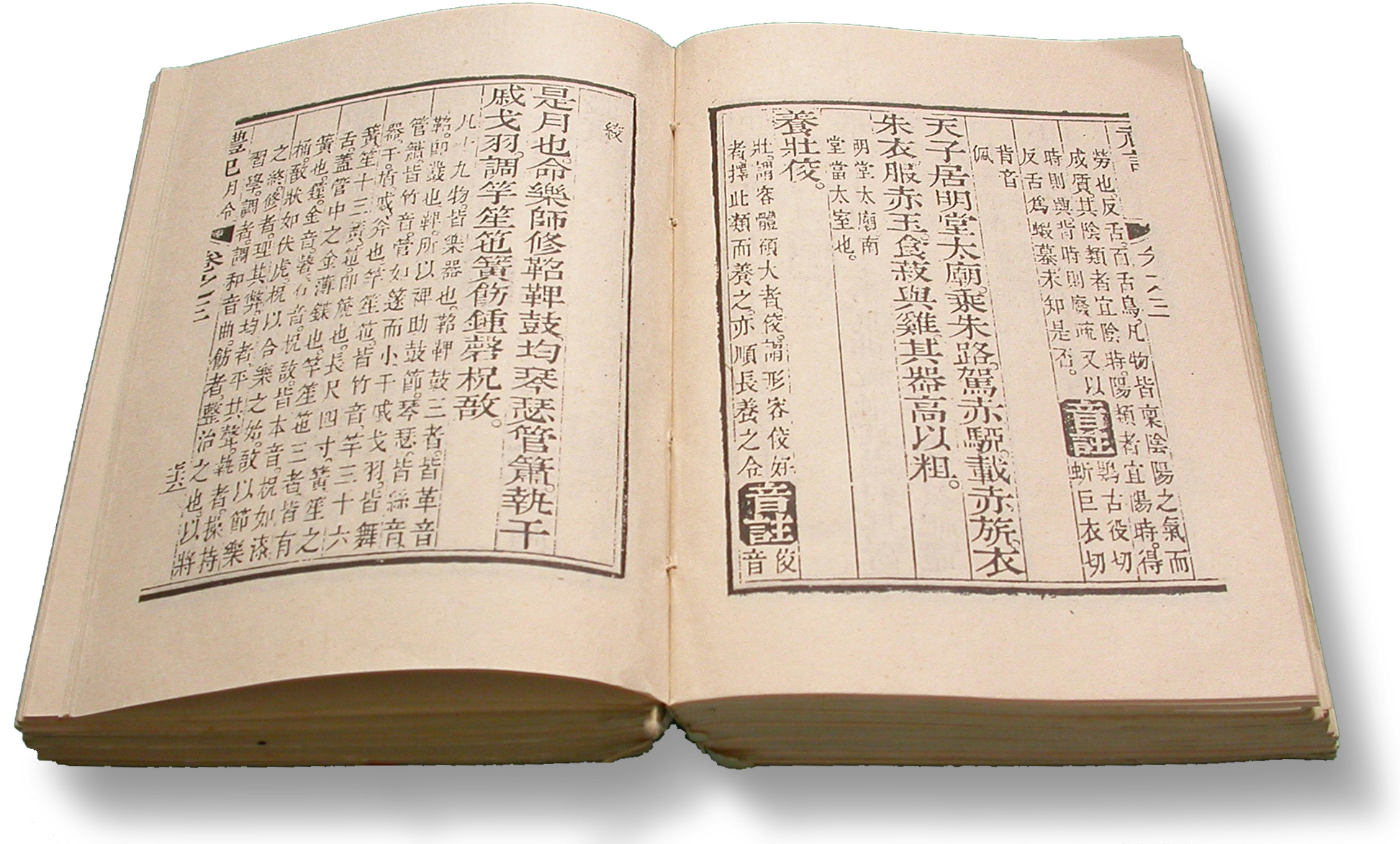

الرواية القصيرة أو الأقصوصة (بالإنجليزية: Novelette)‏ أو الأقصوصة الطويلة، هي الرواية التي يتراوح عدد كلماتها ما بين 10.000 كلمة و20.000 كلمة، أو أكثر من ذلك تبعاً لعدد كلماتها (أو عدد صفحاتها) فإذا كانت من نوع الرواية الصغيرة غلبت عليها تقنية الرواية وإذا كانت من نوع الأقصوصة الطويلة غلبت عليها تقنية الأقصوصة ومن أحسن الأمثلة على الرواية القصيرة (موت في البندقية) (عام 1912) للكاتب الألماني توماس مان و(الشيخ والبحر) ( عام 1952) للكاتب الأميركي أرنست همنغواي.
حدد الدكتور أبو المعاطي الرمادي خصائصها في أطروحته التي نال بها درجة الدكتوراة في عام 2003م، وهي:
- حجم متوسط لا يمكن النظر إليه على أنه حجم لقصة قصيرة، ولا يمكن النظر إليه على أنه حجم لرواية طويلة، وهو حجم غير محكوم بعدد محدد من الكلمات
- استهلال ذو طبيعة خاصة :فتميل الروايات القصيرة للاستهلالات المركزة المكثفة ؛ بسبب اعتمادها على شخصية محورية واحدة، وحدث محوري واحد، ولا يتعدى استهلالها الفقرة الأولى، وأحيانا السطر الأول، ويتميز بشيوع الحس الكوميدي، أو التراجيدي، والتأريخ للبطل والمكان .
- لغة مكثفة تقترب بالسرد من الشعر.
- ازدواجية الدلالة، فالكاتب لا يصرح بل يلمح، ويترك الكثير لعقلية المتلقى الاستشفافية، ودائما لسرده أكثر من دلالة .
- بطل محوري واحد: تقوم الرواية القصيرة على اكتاف بطل محوري واحد، وبقية الشخصيات فيها ملحقة بالمركز .
- حدث مركزي واحد : تقوم الرواية القصيرة على حدث مركزي واحد يستقطب كل مكونات العمل .
- وجهة نظر خاصة للواقع : تميل الروايات القصيرة إلى تحويل مدركات الواقع البسيطة إلى فعل مرئي محسوس، وتغلب المألوف واليومي والنادر والثانوي على الأساسي والمباشر.
- وصف موجز :تعتمد الرواية القصيرة على الوصف الموجز الفعال
- ملمح السخرية: من العلامات المميزة للرواية القصيرة ملمح السخرية، ويكون أحيانا بأسلوب الاستفزاز، وأحيانا بالرسم الكاريكاتيري، وبالمواقف الكوميدية، والتعليقات المضحكة .
- فضاء خاص يتسم بالمحدودية، يستمد رحابته المكانية والزمانية من القفزات والوثبات الناتجة عن توارد الخواطر .
- إثارة الأسئلة : النص الروائي القصير يثير كما من الأسئلة دون الاهتمام بطرح أية إجابات .